# Szent Mór-tó
A Szent Mór-tó (katalánul Estany de Sant Maurici, spanyolul Lago de San Mauricio, baszkul Sant Maurici iboia) a Pireneusok egyik nevezetes tava Spanyolországban, Katalóniában, Lleida tartományban.

## Leírás
A tó az északkelet-spanyolországi Lleida tartományban található Aiguas Tortas és Szent Mór-tó Nemzeti Park területén fekszik a Pireneusok hegyei között 1910 méterrel a tenger szintje felett egy gleccser-cirkuszvölgy mélyén. Bár a parkban 80 tó található, közülük ez a legnevezetesebb, ezért került bele a neve a nemzeti park nevébe is. A tótól délre emelkedő, 2747 méter magas hegycsoport neve Los Encantados, azaz „Elvarázsoltak”.
A tó a Ratera, a Subenuix és a Portarró vizeit gyűjti magába. Mintegy 1100 méter hosszúságú, víztérfogata pedig (egy gátnak köszönhetően, amellyel befogadóképességét megnövelték) eléri a 2 600 000 m³-t.
Környéke kedvelt turisztikai célpont, a nemzeti park Spanyolország 8. leglátogatottabb ilyen jellegű helyszíne. A turisták számára a kirándulásokon kívül lehetőség van sziklamászásra és síelésre is. A közelben található látványosság a Szent Mór-kápolna is.

## Képek

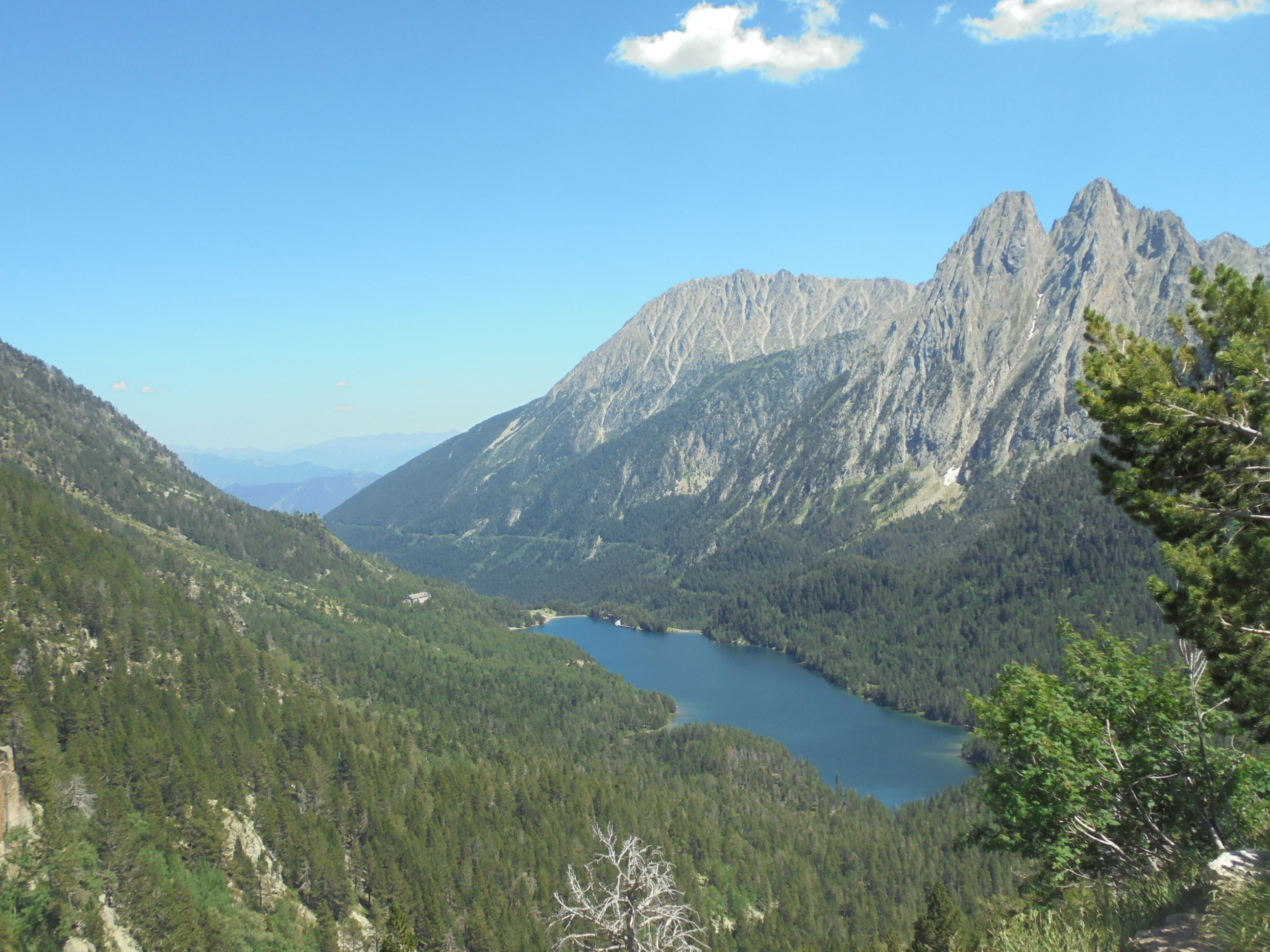
A tó és környezete
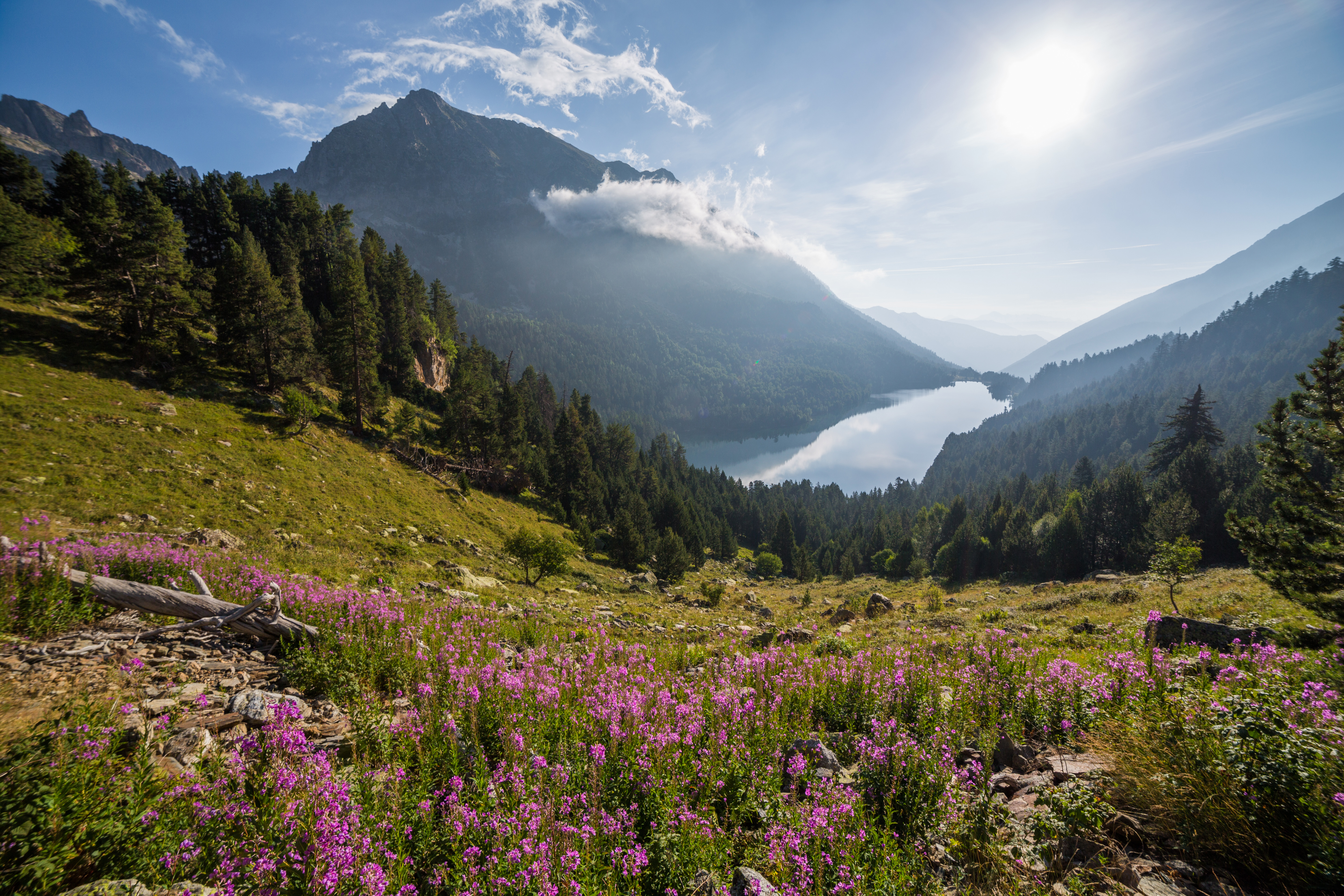
A tó látképe
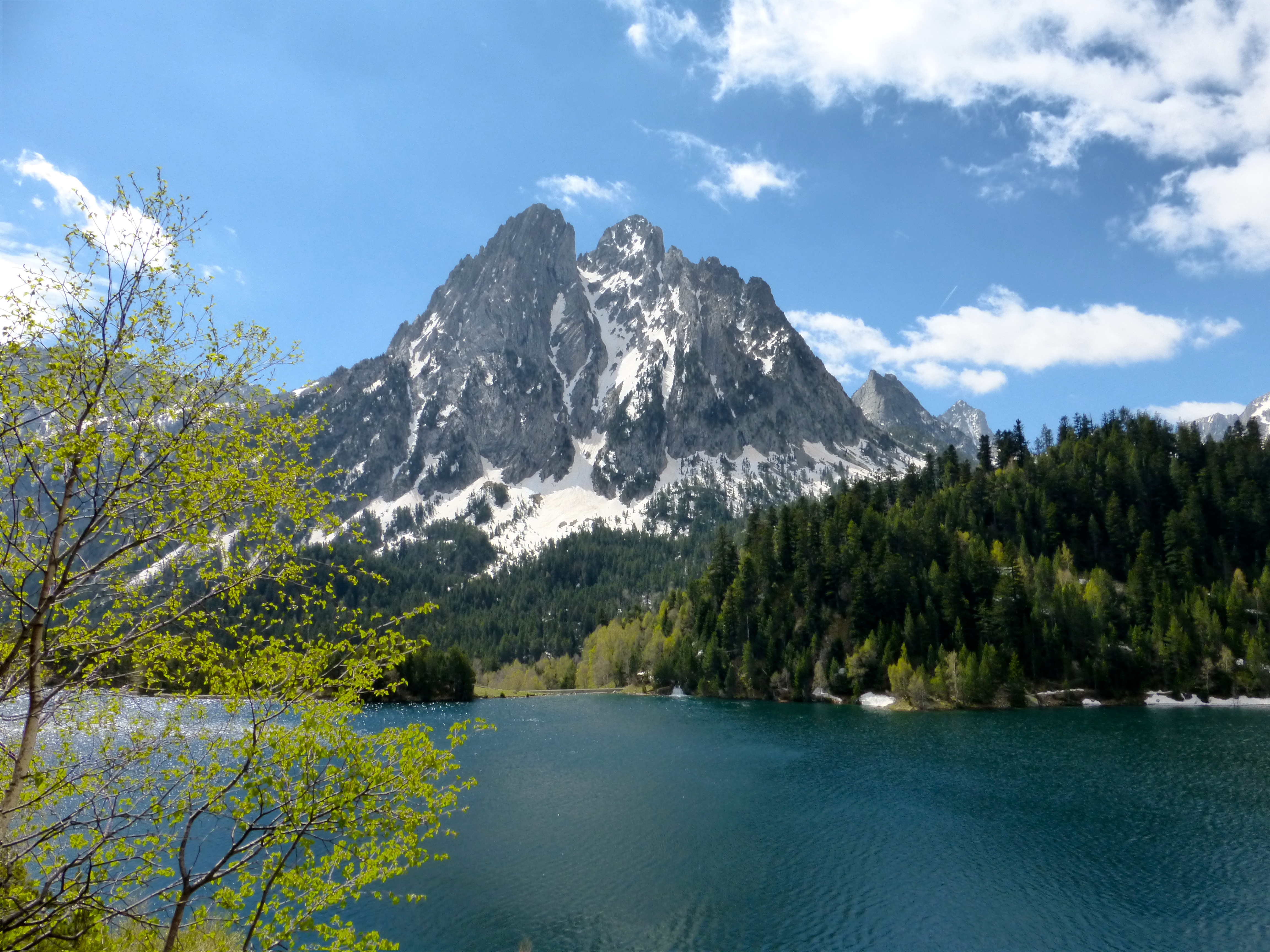
Részlet
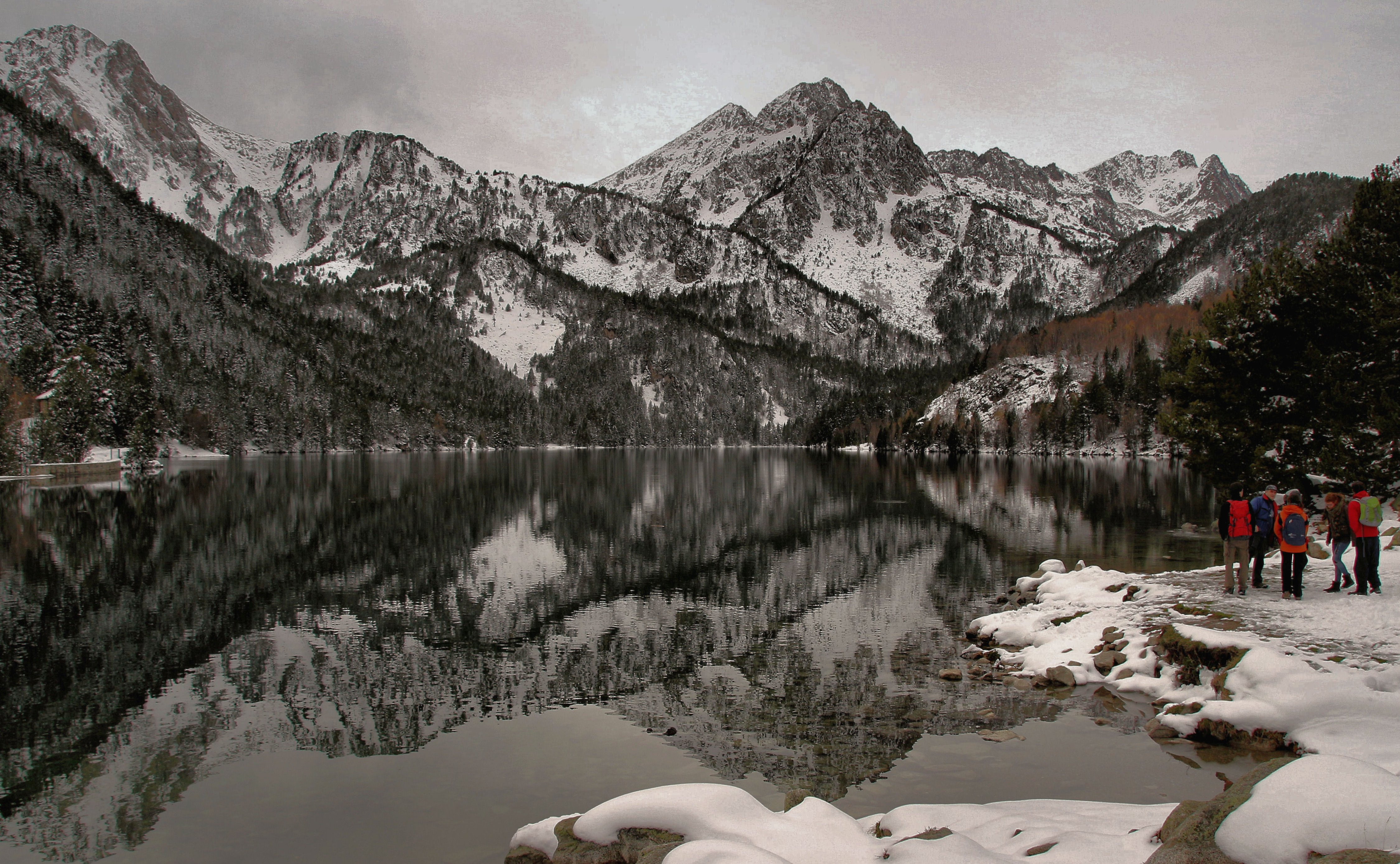
Téli kép